# Yoman (Washington)

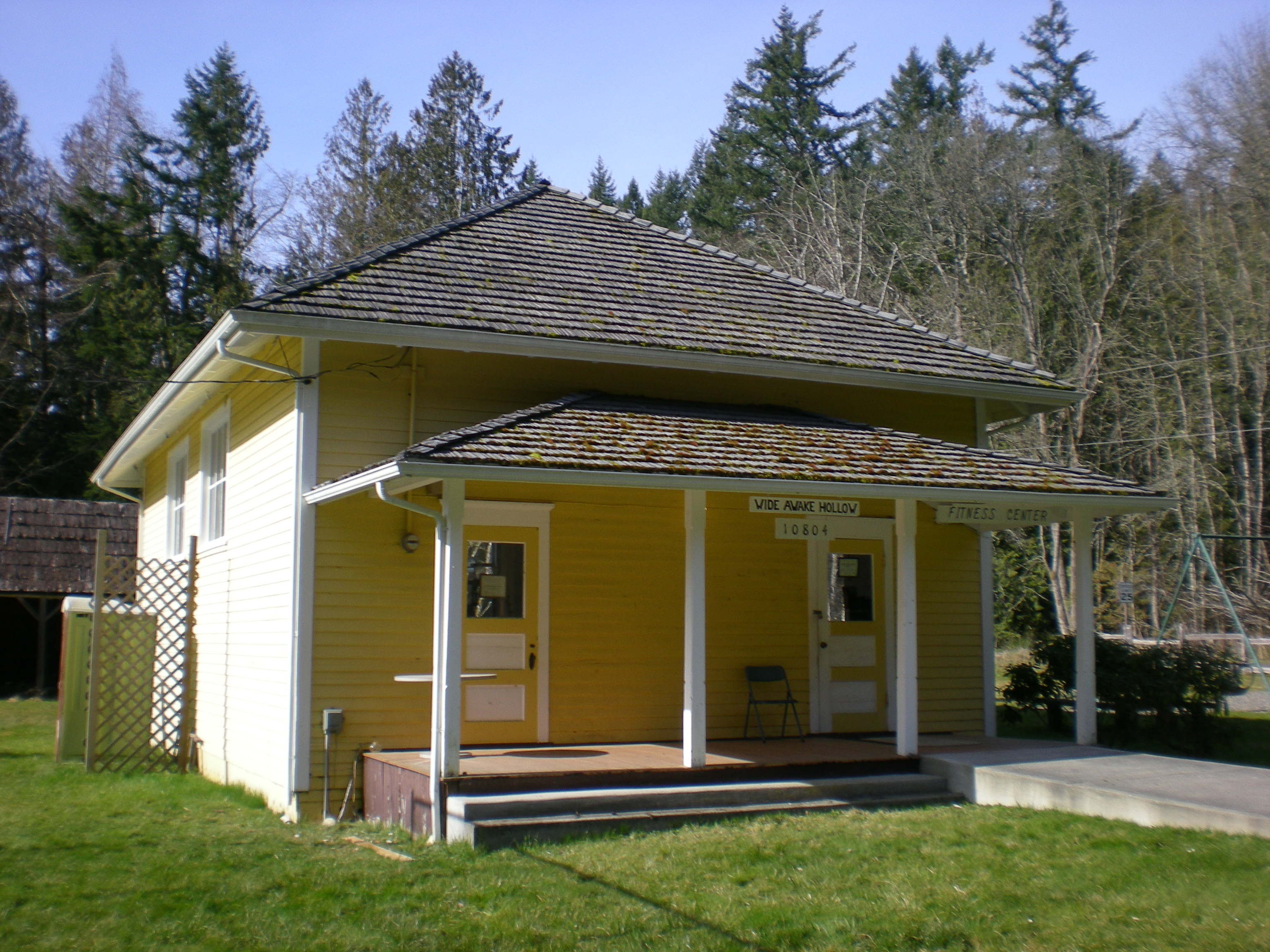

Yoman es un área no incorporada ubicada en el condado de Pierce en el estado estadounidense de Washington.

## Geografía
Yoman se encuentra ubicado en las coordenadas 47°9′36″N 122°42′36″O / 47.16000, -122.71000.